# الدوري الجنوبي لكرة القدم 1969–70
الدوري الجنوبي لكرة القدم 1969–70 (بالإنجليزية: 1969–70 Southern Football League)‏ هو موسم من الدوري الجنوبي الممتاز. فاز فيه كامبريدج يونايتد.